# Neuvième district congressionnel de l'État de New York
Le 9e district congressionnel de New York est un district représenté par la Démocrate Yvette Clarke.
Le district est entièrement situé à Brooklyn. Il comprend les quartiers de Brownsville, Crown Heights, East Flatbush, Flatbush, Kensington, Midwood, Sheepshead Bay, Marine Park, Gerritsen Beach et Prospect Lefferts Gardens.
Avant 2013, le district se composait principalement de quartiers blancs de classe moyenne, comprenant d'importantes populations juives, italiennes, irlandaises et russes, du sud de Brooklyn et du centre-sud du Queens. Avant le redécoupage, le Queens Tribune a constaté que le district devenait de plus en plus Républicain après les attentats du 11 septembre 2001, lorsque de nombreux policiers et pompiers avaient été tués par les Rockaways. Son déplacement vers la droite a également été attribué à la tendance croissante des juifs orthodoxes à voter pour les Républicains. Sa représentation au Congrès a été démocrate pendant des décennies, élisant d'éminents libéraux tels que Chuck Schumer et Anthony Weiner et, avant cela, Emanuel Celler et Elizabeth Holtzman (à l'époque où la circonscription était numérotée différemment). À contre-courant de la tendance, le Républicain Bob Turner a succédé à Weiner, qui a démissionné le 21 juin 2011, après avoir remporté les élections spéciales du 13 septembre 2011. Cependant, l'ancien 9e district a été éliminé peu de temps après, après que New York ait perdu deux districts lors du redécoupage issu du recensement de 2010, et son territoire a été divisé entre plusieurs districts voisins.
Après le redécoupage, Yvette Clarke représente désormais le district. Le district a une majorité afro-américaine et comprend également la majeure partie du territoire qui faisait auparavant partie du 11e district. Il comprend cependant des parties importantes de Midwood, Brooklyn, qui se trouvaient auparavant dans le 9e. Dans les années 1980, le district était basé à Astoria et dans les quartiers environnants du Queens. Cette itération du district a attiré l'attention nationale en 1984, lorsque sa Représentante Geraldine Ferraro est devenue la candidate à la vice-présidence du Parti Démocrate.

## Historique de vote
| Année | Poste     | Résultats               |
| ----- | --------- | ----------------------- |
| 1992  | Président | Clinton 59,0 % – 32,0 % |
| 1996  | Président | Clinton 66,0 % – 27,0 % |
| 2000  | Président | Gore 67,0 % – 30,0 %    |
| 2004  | Président | Kerry 56,0 % – 44,0 %   |
| 2008  | Président | Obama 84,0 % – 15,0 %   |
| 2012  | Président | Obama 85,0 % – 14,0 %   |
| 2016  | Président | Clinton 84,0 % – 14,0 % |
| 2020  | Président | Biden 81,0 % – 17,0 %   |

## Liste des Représentants
| Membre                          | Parti                          | Années                              | Congrès     | Histoire électorale | Zone géographique                       |
| ------------------------------- | ------------------------------ | ----------------------------------- | ----------- | --- | --------------------------------------- |
| District établit le 4 mars 1793 |                                |                                     |             | |                                         |
| James Gordon (en)               | Pro Administration             | 4 mars 1793 - 3 mars 1795           | 3e          | Redécoupage depuis le 6e district réélu en 1793. Retrait. |                                         |
| John Williams (en)              | Républicain-Démocrate          | 4 mars 1795 - 3 mars 1797           | 4e , 5e     | Élu en 1794. Réélu en 1796. Redécoupage vers le 7e district et perd sa réélection. |                                         |
| John Williams (en)              | Fédéraliste                    | 4 mars 1797 - 3 mars 1799           | 4e , 5e     | Élu en 1794. Réélu en 1796. Redécoupage vers le 7e district et perd sa réélection. |                                         |
| Jonas Platt (en)                | Fédéraliste                    | 4 mars 1799 - 3 mars 1801           | 6e          | Élu en 1798. Retrait. |                                         |
| Daniel F. Miller (en)           | Fédéraliste                    | 4 mars 1801 - 3 mars 1803           | 7e          | Élu en 1800. Retrait. |                                         |
| Killian K. Van Renselaer (en)   | Fédéraliste                    | 4 mars 1803 - 3 mars 1809           | 8e - 10e    | Redécoupage depuis le 8e district et réélu en 1802. Réélu en 1804. Réélu en 1806. Redécoupage vers le 7e district. |                                         |
| Thamos Sammons (en)             | Fédéraliste                    | 4 mars 1809 - 3 mars 1811           | 11e , 12e   | Élu en 1808. Réélu en 1810. Retrait. |                                         |
| Thamos Sammons (en)             | Républicain-Démocrate          | 4 mars 1811 - 3 mars 1813           | 11e , 12e   | Élu en 1808. Réélu en 1810. Retrait. |                                         |
| John Lovett (en)                | Fédéraliste                    | 4 mars 1813 3 mars 1817             | 13e , 14e   | Élu en 1812. Réélu en 1814. Retrait. |                                         |
| Renseelaer Westerlo (en)        | Fédéraliste                    | 4 mars 1817 - 3 mars 1819           | 15e         | Élu en 1816. Retrait. |                                         |
| Soloman Van Rensselaer (en)     | Fédéraliste                    | 4 mars 1819 - 14 janvier 1822       | 16e , 17e   | Élu en 1818. Réélu en 1821. Démissionne pour devenir Directeur de la Poste d'Albany. |                                         |
| Vacant                          | Vacant                         | 14 janvier 1822 - 12 mars 1822      | 17e         | |                                         |
| Stephen Van Rensselaer          | Fédéraliste                    | 12 mars 1822 - 3 mars 1823          | 17e         | Élu pour terminer le mandat de son cousin. Redécoupage vers le 10e district. |                                         |
| James L. Hogeboom (en)          | Républicain-Crawford           | 4 mars 1823 - 3 mars 1825           | 18e         | Élu en 1822. Retrait. |                                         |
| William McManus (en)            | Anti-Jacksonien                | 4 mars 1825 - 3 mars 1827           | 19e         | Élu en 1824. Perd sa réélection. |                                         |
| John D. Dickinson (en)          | Anti-Jacksonien                | 4 mars 1827 - 3 mars 1831           | 20e , 21e   | Élu en 1826. Réélu en 1828. Perd sa réélection. |                                         |
| Job Pierson (en)                | Jacksonien (en)                | 4 mars 1831 - 3 mars 1835           | 22e , 23e   | Élu en 1830. Réélu en 1832. Perd sa réélection. |                                         |
| Hiram P. Hunt (en)              | Anti-Jacksonien                | 4 mars 1835 - 3 mars 1837           | 24e         | Élu en 1834. Perd sa réélection. |                                         |
| Henry Vail (en)                 | Démocrate                      | 4 mars 1837 - 3 mars 1839           | 25e         | Élu en 1836. Perd sa réélection. |                                         |
| Hiram P. Hunt (en)              | Whig                           | 4 mars 1839 - 3 mars 1843           | 28e         | Élu en 1838. Réélu en 1840. Perd sa réélection. |                                         |
| James G. Clinton                | Démocrate                      | 4 mars 1843 - 3 mars 1845           | 28e         | Redécoupage depuis le 6e district et réélu en 1842. Retrait. |                                         |
| Archibald C. Niven              | Démocrate                      | 4 mars 1845 - 3 mars 1847           | 29e         | Élu en 1844. Retrait. |                                         |
| Daniel B. St. John (en)         | Whig                           | 4 mars 1847 - 3 mars 1849           | 30e         | Élu en 1846. Retrait. |                                         |
| Thomas McKissock (en)           | Whig                           | 4 mars 1849 - 3 mars 1851           | 31e         | Élu en 1848. Perd sa réélection. |                                         |
| William Murray (en)             | Démocrate                      | 4 mars 1851 - 3 mars 1853           | 32e         | Élu en 1850. Redécoupage vers le 10e district. |                                         |
| Jared V. Peck (en)              | Démocrate                      | 4 mars 1853 - 3 mars 1855           | 33e         | Élu en 1852. Retrait. |                                         |
| Bayard Clarke (en)              | Opposition (États du Sud) (en) | 4 mars 1855 - 3 mars 1857           | 34e         | Élu en 1854. Déclina sa renomination comme Républicain. |                                         |
| John B. Haskin (en)             | Démocrate                      | 4 mars 1857 - 3 mars 1859           | 35e , 36e   | Élu en 1856. Réélu en 1858. Retrait. |                                         |
| John B. Haskin (en)             | Anti-Lecompton Democratic (en) | 4 mars 1859 - 3 mars 1861           | 35e , 36e   | Élu en 1856. Réélu en 1858. Retrait. |                                         |
| Edward Haight (en)              | Démocrate                      | 4 mars 1861 - 3 mars 1863           | 37e         | Élu en 1860. Perd sa réélection. |                                         |
| Anson Herrick (en)              | Démocrate                      | 4 mars 1863 - 3 mars 1865           | 38e         | Élu en 1862. Perd sa réélection. |                                         |
| William A. Darling (en)         | Républicain                    | 4 mars 1865 - 3 mars 1867           | 39e         | Élu en 1864. Perd sa réélection. |                                         |
| Fernando Wood                   | Démocrate                      | 4 mars 1867 - 3 mars 1873           | 40e - 42e   | Élu en 1866. Réélu en 1868. Réélu en 1870. Redécoupage vers le 10e district. |                                         |
| David B. Mellish (en)           | Républicain                    | 4 mars 1873 - 23 mai 1874           | 43e         | Élu en 1872. Décès. |                                         |
| Vacant                          | Vacant                         | 23 mai 1874 - 7 décembre 1874       | 43e         | |                                         |
| Richard Schell (en)             | Démocrate                      | 7 décembre 1874 - 3 mars 1875       | 43e         | Élu pour terminer le mandat de Mellish. Retrait. |                                         |
| Fernando Wood                   | Démocrate                      | 4 mars 1875 - 14 février 1881       | 44e - 46e   | Redécoupage depuis le 10e district et réélu en 1874. Réélu en 1876. Réélu en 1878. Réélu en 1880. Décès. |                                         |
| Vacant                          | Vacant                         | 14 février 1881 - 5 décembre 1881   | 46e , 47e   | |                                         |
| John Hardy (en)                 | Démocrate                      | 5 décembre 1881 - 3 mars 1885       | 47e , 48e   | Élu pour terminer le mandat de Wood. Réélu en 1882. Perd sa renomination. |                                         |
| Joseph Pulitzer                 | Démocrate                      | 4 mars 1885 - 10 avril 1886         | 49e         | Élu en 1884. Démissionne. |                                         |
| Vacant                          | Vacant                         | 10 avril 1886 - 2 novembre 1886     | 49e         | |                                         |
| Samuel S. Cox (en)              | Démocrate                      | 2 novembre 1886 - 10 septembre 1889 | 49e - 51e   | Élu pour terminer le mandat de Pulitzer. Réélu en 1886. Réélu en 1888. Décès. |                                         |
| Vacant                          | Vacant                         | 10 septembre 1889 - 5 novembre 1893 | 51e , 52e   | |                                         |
| Amos J. Cummings (en)           | Démocrate                      | 5 novembre 1889 - 3 mars 1893       | 51e , 52e   | Élu pour terminer le mandat de Cox. Réélu en 1890. Redécoupage vers le 11e district. |                                         |
| Timothy J. Campbell (en)        | Démocrate                      | 4 mars 1893 - 3 mars 1895           | 53e         | Redécoupage depuis le 8e district et réélu en 1892. |                                         |
| Henry C. Miner (en)             | Démocrate                      | 4 mars 1895 - 3 mars 1897           | 54e         | Élu en 1894. Retrait. |                                         |
| Thomas J. Bradley (en)          | Démocrate                      | 4 mars 1897 - 3 mars 1901           | 55e , 56e   | Élu en 1896. Réélu en 1898. Retrait. |                                         |
| Henry M. Goldfogle (en)         | Démocrate                      | 4 mars 1901 - 3 mars 1913           | 57e - 62e   | Élu en 1900. Réélu en 1902. Réélu en 1904. Réélu en 1906. Réélu en 1908. Réélu en 1910. Redécoupage vers le 12e district. |                                         |
| James H. O'Brien (en)           | Démocrate                      | 4 mars 1913 - 3 mars 1915           | 63e         | Élu en 1912. Perd sa réélection. |                                         |
| Oscar W. Swift (en)             | Républicain                    | 4 mars 1915 - 3 mars 1919           | 64e , 65e   | Élu en 1914. Réélu en 1916. Perd sa réélection. |                                         |
| David J. O'Connell (en)         | Démocrate                      | 4 mars 1919 - 3 mars 1921           | 66e         | Élu en 1918. Perd sa réélection. |                                         |
| Andrew Petersen (en)            | Républicain                    | 4 mars 1921 - 3 mars 1923           | 67e         | Élu en 1920. Perd sa réélection. |                                         |
| David J. O'Connell (en)         | Démocrate                      | 4 mars 1923 - 29 décembre 1930      | 68e - 71e   | Élu en 1922. Réélu en 1924. Réélu en 1926. Réélu en 1928. Réélu en 1930. Décès. |                                         |
| Vacant                          | Vacant                         | 29 décembre 1930 - 17 février 1931  | 71e         | |                                         |
| Stephen A. Rudd (en)            | Démocrate                      | 17 février 1931 - 31 mars 1936      | 71e - 74e   | Élu pour terminer le mandat de O'Connell. Réélu en 1932. Réélu en 1934. Décès. |                                         |
| Vacant                          | Vacant                         | 31 mars 1936 - 3 janvier 1937       | 74e         | |                                         |
| Eugene J. Koegh (en)            | Démocrate                      | 3 janvier 1937 - 3 janvier 1963     | 75e - 87e   | Élu en 1936. Réélu en 1938. Réélu en 1940. Réélu en 1942. Réélu en 1944. Réélu en 1946. Réélu en 1948. Réélu en 1950. Réélu en 1952. Réélu en 1954. Réélu en 1956. Réélu en 1958. Réélu en 1960. Redécoupage vers le 11e district. |                                         |
| James J. Delaney (en)           | Démocrate                      | 3 janvier 1963 - 31 décembre 1978   | 88e - 95e   | Redécoupage depuis le 7e district et réélu en 1962. Réélu en 1964. Réélu en 1966. Réélu en 1968. Réélu en 1970. Réélu en 1972. Réélu en 1974. Réélu en 1976. Démissionne.                                                          |                                         |
| Vacant                          | Vacant                         | 1er janvier 1979 - 3 janvier 1979   | 95e         | |                                         |
| Geraldine Ferraro               | Démocrate                      | 3 janvier 1979 - 3 janvier 1985     | 96e - 98e   | Élue en 1978. Réélue en 1980. Réélue en 1982. Retrait pour se présenter comme Vice-Présidente des États-Unis. |                                         |
| Thomas J. Manton (en)           | Démocrate                      | 3 janvier 1985 - 3 janvier 1993     | 99e - 102e  | Élu en 1984. Réélu en 1986. Réélu en 1988. Réélu en 1990. Redécoupage vers le 7e district. |                                         |
| Chuck Schumer                   | Démocrate                      | 3 janvier 1993 - 3 janvier 1999     | 103e - 105e | Redécoupage depuis le 10e et réélu en 1992. Réélu en 1994. Réélu en 1996. Retrait pour se présenter comme Sénateur des États-Unis.                                                                                                 | 1993–2003 Parties de Brooklyn et Queens |
| Anthony Weiner                  | Démocrate                      | 3 janvier 1999 - 21 juin 2011       | 106e - 112e | Élu en 1998. Réélu en 2000. Réélu en 2002. Réélu en 2004. Réélu en 2006. Réélu en 2008. Réélu en 2010. Démissionne. | 1993–2003 Parties de Brooklyn et Queens |
| Anthony Weiner                  | Démocrate                      | 3 janvier 1999 - 21 juin 2011       | 106e - 112e | Élu en 1998. Réélu en 2000. Réélu en 2002. Réélu en 2004. Réélu en 2006. Réélu en 2008. Réélu en 2010. Démissionne. | 2003–2013 Parties de Brooklyn et Queens |
| Vacant                          | Vacant                         | 21 juin 2011 - 13 septembre 2011    | 112e        | |                                         |
| Robert Turner (en)              | Républicain                    | 13 septembre 2011 - 3 janvier 2013  | 112e        | Élu pour terminer le mandat de Weiner. Redécoupage vers le 5e district mais se retire pour se présenter comme Sénateur des États-Unis.                                                                                             |                                         |
| Yvette Clarke                   | Démocrate                      | 3 janvier 2013 - Présent            | 113e - 118e | Redécoupage depuis le 11e district et réélue en 2012. Réélue en 2014. Réélue en 2016. Réélue en 2018. Réélue en 2020. Réélue en 2022.                                                                                              | 2013–2023 Parties de Brooklyn           |
| Yvette Clarke                   | Démocrate                      | 3 janvier 2013 - Présent            | 113e - 118e | Redécoupage depuis le 11e district et réélue en 2012. Réélue en 2014. Réélue en 2016. Réélue en 2018. Réélue en 2020. Réélue en 2022.                                                                                              | 2023–2025 Parties de Brooklyn           |

## Résultats des récentes élections
Voici les résultats des dix précédents cycles électoraux dans le district.

### 2004
| Élection de 2004 du 9e district congressionnel de New York | Élection de 2004 du 9e district congressionnel de New York | Élection de 2004 du 9e district congressionnel de New York | Élection de 2004 du 9e district congressionnel de New York | Élection de 2004 du 9e district congressionnel de New York |
| ---------------------------------------------------------- | ---------------------------------------------------------- | ---------------------------------------------------------- | ---------------------------------------------------------- | ---------------------------------------------------------- |
| Parti                                                      | Parti                                                      | Candidat                                                   | Votes                                                      | %                                                          |
|                                                            | Démocrate                                                  | Anthony Weiner (sortant)                                   | 113 025                                                    | 71,3                                                       |
|                                                            | Républicain                                                | Gerard J. Cronin                                           | 45 451                                                     | 28,7                                                       |
| Total des votes                                            | Total des votes                                            | Total des votes                                            | 158 476                                                    | 100 %                                                      |
|                                                            | Les Démocrates conservent                                  |                                                            |                                                            |                                                            |

### 2006
| Élection de 2006 du 9e district congressionnel de New York | Élection de 2006 du 9e district congressionnel de New York | Élection de 2006 du 9e district congressionnel de New York | Élection de 2006 du 9e district congressionnel de New York | Élection de 2006 du 9e district congressionnel de New York |
| ---------------------------------------------------------- | ---------------------------------------------------------- | ---------------------------------------------------------- | ---------------------------------------------------------- | ---------------------------------------------------------- |
| Parti                                                      | Parti                                                      | Candidat                                                   | Votes                                                      | %                                                          |
|                                                            | Démocrate                                                  | Anthony Weiner (sortant)                                   | 71 762                                                     | 100%                                                       |
|                                                            | Les Démocrates conservent                                  |                                                            |                                                            |                                                            |

### 2008
| Élection de 2008 du 9e district congressionnel de New York | Élection de 2008 du 9e district congressionnel de New York | Élection de 2008 du 9e district congressionnel de New York | Élection de 2008 du 9e district congressionnel de New York | Élection de 2008 du 9e district congressionnel de New York |
| ---------------------------------------------------------- | ---------------------------------------------------------- | ---------------------------------------------------------- | ---------------------------------------------------------- | ---------------------------------------------------------- |
| Parti                                                      | Parti                                                      | Candidat                                                   | Votes                                                      | %                                                          |
|                                                            | Démocrate                                                  | Anthony Weiner (sortant)                                   | 112 205                                                    | 93,1                                                       |
|                                                            | Conservateur (en)                                          | Alfred F. Donohue                                          | 8 378                                                      | 6,9                                                        |
| Total des votes                                            | Total des votes                                            | Total des votes                                            | 120 583                                                    | 100 %                                                      |
|                                                            | Les Démocrates conservent                                  |                                                            |                                                            |                                                            |

### 2010
| Élection de 2010 du 9e district congressionnel de New York | Élection de 2010 du 9e district congressionnel de New York | Élection de 2010 du 9e district congressionnel de New York | Élection de 2010 du 9e district congressionnel de New York | Élection de 2010 du 9e district congressionnel de New York |
| ---------------------------------------------------------- | ---------------------------------------------------------- | ---------------------------------------------------------- | ---------------------------------------------------------- | ---------------------------------------------------------- |
| Parti                                                      | Parti                                                      | Candidat                                                   | Votes                                                      | %                                                          |
|                                                            | Démocrate                                                  | Anthony Weiner (sortant)                                   | 67 011                                                     | 60,8                                                       |
|                                                            | Républicain                                                | Bob Turner                                                 | 43 129                                                     | 39,2                                                       |
| Total des votes                                            | Total des votes                                            | Total des votes                                            | 110 140                                                    | 100 %                                                      |
|                                                            | Les Démocrates conservent                                  |                                                            |                                                            |                                                            |

### 2011 (Spéciale)
| Élection Spéciale de 2011 du 9e district congressionnel de New York | Élection Spéciale de 2011 du 9e district congressionnel de New York | Élection Spéciale de 2011 du 9e district congressionnel de New York | Élection Spéciale de 2011 du 9e district congressionnel de New York | Élection Spéciale de 2011 du 9e district congressionnel de New York |
| ------------------------------------------------------------------- | ------------------------------------------------------------------- | ------------------------------------------------------------------- | ------------------------------------------------------------------- | ------------------------------------------------------------------- |
| Parti                                                               | Parti                                                               | Candidat                                                            | Votes                                                               | %                                                                   |
|                                                                     | Républicain                                                         | Bob Turner                                                          | 37 342                                                              | 52,5                                                                |
|                                                                     | Démocrate                                                           | David I. Weprin                                                     | 200 839                                                             | 48,7                                                                |
|                                                                     | {Socialist Workers                                                  | Christopher P. Hoeppner                                             | 143                                                                 | 0,2                                                                 |
| Total des votes                                                     | Total des votes                                                     | Total des votes                                                     | 71 141                                                              | 100 %                                                               |
|                                                                     | Les Républicains prennent aux Démocrates                            |                                                                     |                                                                     |                                                                     |

### 2012
| Élection de 2012 du 9e district congressionnel de New York | Élection de 2012 du 9e district congressionnel de New York | Élection de 2012 du 9e district congressionnel de New York | Élection de 2012 du 9e district congressionnel de New York | Élection de 2012 du 9e district congressionnel de New York |
| ---------------------------------------------------------- | ---------------------------------------------------------- | ---------------------------------------------------------- | ---------------------------------------------------------- | ---------------------------------------------------------- |
| Parti                                                      | Parti                                                      | Candidat                                                   | Votes                                                      | %                                                          |
|                                                            | Démocrate                                                  | Yvette Clarke (sortante)                                   | 186 141                                                    | 87,2                                                       |
|                                                            | Républicain                                                | Daniel Cavanagh                                            | 24 164                                                     | 11,3                                                       |
|                                                            | Vert                                                       | Vivia Morgan                                               | 2991                                                       | 1,4                                                        |
|                                                            | Write-In                                                   | Write-In                                                   | 135                                                        | 0,1                                                        |
| Total des votes                                            | Total des votes                                            | Total des votes                                            | 213 431                                                    | 100 %                                                      |
|                                                            | Les Démocrates prennent aux Républicains                   |                                                            |                                                            |                                                            |

### 2014
| Élection de 2014 du 9e district congressionnel de New York | Élection de 2014 du 9e district congressionnel de New York | Élection de 2014 du 9e district congressionnel de New York | Élection de 2014 du 9e district congressionnel de New York | Élection de 2014 du 9e district congressionnel de New York |
| ---------------------------------------------------------- | ---------------------------------------------------------- | ---------------------------------------------------------- | ---------------------------------------------------------- | ---------------------------------------------------------- |
| Parti                                                      | Parti                                                      | Candidat                                                   | Votes                                                      | %                                                          |
|                                                            | Démocrate                                                  | Yvette Clarke (sortante)                                   | 82 659                                                     | 89,3                                                       |
|                                                            | Conservateur (en)                                          | Daniel Cavanagh                                            | 9 727                                                      | 10,5                                                       |
|                                                            | Write-In                                                   | Write-In                                                   | 183                                                        | 0,2                                                        |
| Total des votes                                            | Total des votes                                            | Total des votes                                            | 92 569                                                     | 100 %                                                      |
|                                                            | Les Démocrates conservent                                  |                                                            |                                                            |                                                            |

### 2016
| Élection de 2016 du 9e district congressionnel de New York | Élection de 2016 du 9e district congressionnel de New York | Élection de 2016 du 9e district congressionnel de New York | Élection de 2016 du 9e district congressionnel de New York | Élection de 2016 du 9e district congressionnel de New York |
| ---------------------------------------------------------- | ---------------------------------------------------------- | ---------------------------------------------------------- | ---------------------------------------------------------- | ---------------------------------------------------------- |
| Parti                                                      | Parti                                                      | Candidat                                                   | Votes                                                      | %                                                          |
|                                                            | Démocrate                                                  | Yvette Clarke (sortante)                                   | 214 189                                                    | 92,4                                                       |
|                                                            | Conservateur (en)                                          | Alan Bellone                                               | 17 576                                                     | 7,6                                                        |
| Total des votes                                            | Total des votes                                            | Total des votes                                            | 231 765                                                    | 100 %                                                      |
|                                                            | Les Démocrates conservent                                  |                                                            |                                                            |                                                            |

### 2018
| Élection de 2018 du 9e district congressionnel de New York | Élection de 2018 du 9e district congressionnel de New York | Élection de 2018 du 9e district congressionnel de New York | Élection de 2018 du 9e district congressionnel de New York | Élection de 2018 du 9e district congressionnel de New York |
| ---------------------------------------------------------- | ---------------------------------------------------------- | ---------------------------------------------------------- | ---------------------------------------------------------- | ---------------------------------------------------------- |
| Parti                                                      | Parti                                                      | Candidat                                                   | Votes                                                      | %                                                          |
|                                                            | Démocrate                                                  | Yvette Clarke (sortante)                                   | 181 455                                                    | 89,3                                                       |
|                                                            | Républicain                                                | Lutchi Gayot                                               | 20 901                                                     | 10,3                                                       |
|                                                            | Réforme                                                    | Joel Anabilah-Azumah                                       | 779                                                        | 0,4                                                        |
| Total des votes                                            | Total des votes                                            | Total des votes                                            | 203 135                                                    | 100 %                                                      |
|                                                            | Les Démocrates conservent                                  |                                                            |                                                            |                                                            |

### 2020
| Élection de 2020 du 9e district congressionnel de New York | Élection de 2020 du 9e district congressionnel de New York | Élection de 2020 du 9e district congressionnel de New York | Élection de 2020 du 9e district congressionnel de New York | Élection de 2020 du 9e district congressionnel de New York |
| ---------------------------------------------------------- | ---------------------------------------------------------- | ---------------------------------------------------------- | ---------------------------------------------------------- | ---------------------------------------------------------- |
| Parti                                                      | Parti                                                      | Candidat                                                   | Votes                                                      | %                                                          |
|                                                            | Démocrate                                                  | Yvette Clarke (sortante)                                   | 230 221                                                    | 83,1                                                       |
|                                                            | Républicain                                                | Constantin Jean-Pierre                                     | 43 950                                                     | 15,9                                                       |
|                                                            | Libertarien                                                | Gary Popkin                                                | 1 644                                                      | 0,6                                                        |
|                                                            | SAM (en)                                                   | Joel Azumah                                                | 1 052                                                      | 0,4                                                        |
| Total des votes                                            | Total des votes                                            | Total des votes                                            | 332 983                                                    | 100 %                                                      |
|                                                            | Les Démocrates conservent                                  |                                                            |                                                            |                                                            |

### 2022
Les Primaires Démocrates et Républicaines ont été annulées. Yvette Clarke (D-Sortante) avance vers l'Élection générale.
| Élection de 2022 du 9e district congressionnel de New York | Élection de 2022 du 9e district congressionnel de New York | Élection de 2022 du 9e district congressionnel de New York | Élection de 2022 du 9e district congressionnel de New York | Élection de 2022 du 9e district congressionnel de New York |
| ---------------------------------------------------------- | ---------------------------------------------------------- | ---------------------------------------------------------- | ---------------------------------------------------------- | ---------------------------------------------------------- |
| Parti                                                      | Parti                                                      | Candidat                                                   | Votes                                                      | %                                                          |
|                                                            | Démocrate                                                  | Yvette Clarke (sortante)                                   | 116 970                                                    | 81,3                                                       |
|                                                            | Conservateur (en)                                          | Menachem Raitport                                          | 26 521                                                     | 18,4                                                       |
|                                                            | Autres                                                     | Autres                                                     | 362                                                        | 0,3                                                        |
| Total des votes                                            | Total des votes                                            | Total des votes                                            | 143 853                                                    | 100 %                                                      |
|                                                            | Les Démocrates conservent                                  |                                                            |                                                            |                                                            |

### 2024
Les Primaires Démocrates et Républicaines ont été annulées. Yvette Clarke (D-Sortante) et Menachem Raitport (R) avancent vers l'Élection Générale.
| Élection de 2024 du 9e district congressionnel de New York | Élection de 2024 du 9e district congressionnel de New York | Élection de 2024 du 9e district congressionnel de New York | Élection de 2024 du 9e district congressionnel de New York | Élection de 2024 du 9e district congressionnel de New York |
| ---------------------------------------------------------- | ---------------------------------------------------------- | ---------------------------------------------------------- | ---------------------------------------------------------- | ---------------------------------------------------------- |
| Parti                                                      | Parti                                                      | Candidat                                                   | Votes                                                      | %                                                          |
|                                                            | Démocrate                                                  | Yvette Clarke (sortante)                                   | TBD                                                        | TBD                                                        |
|                                                            | Républicain                                                | Menachem Raitport                                          | TBD                                                        | TBD                                                        |
| Total des votes                                            | Total des votes                                            | Total des votes                                            | TBD                                                        | 100 %                                                      |
|                                                            |                                                            |                                                            |                                                            |                                                            |